# Elżbieta Doniec
Elżbieta Doniec (ur. 4 maja 1957 w Raciborzu) – polska koszykarka występująca na pozycjach niskiej lub silnej skrzydłowej.

## Osiągnięcia

### Drużynowe
- Mistrzyni Polski (1984, 1985)
- Zdobywczyni pucharu Polski (1984)
- Awans do najwyższej klasy rozgrywkowej (1979)[1]